# Royal Excel Mouscron

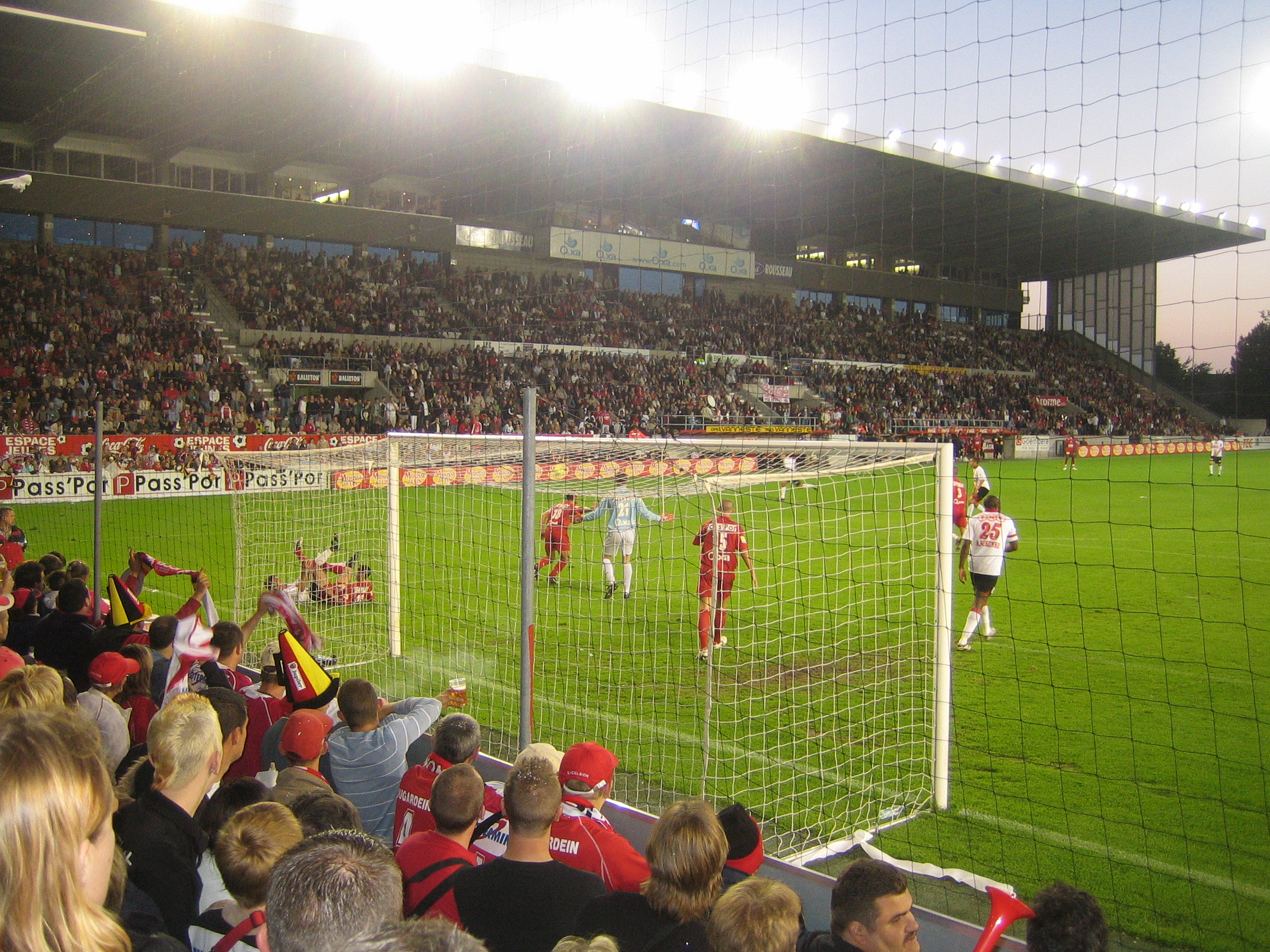
Stadion Le Cannonier

Royal Excel Mouscron je belgický fotbalový klub z města Mouscron. Domácím hřištěm je stadion Le Cannonier s kapacitou 10 830 míst. Klubové barvy jsou modrá a červená (dřívější klub RRC Péruwelz měl modrobílé barvy).
V letech 2010–2016 nesl název Royal Mouscron-Péruwelz.

## Historie
Byl založen roku 1922 pod matrikulačním číslem 216 jako Racing Club de Péruwelz a v roce 1972 dostal do názvu slovo Royal (královský, čili Royal Racing Club de Péruwelz). V roce 2010 se sloučil s torzem zkrachovalého prvoligového klubu RE Mouscron, přijal název Royal Mouscron-Péruwelz a matrikulační číslo 216 zůstalo v držení nově zformovaného klubu a zdobilo jeho emblém. Pro sezonu 2010/11 byl zařazen do belgické 4. ligy, odkud ihned postoupil do třetí. Tu v následujícím ročníku 2011/12 vyhrál a vysloužil si postup do druhé ligy. Rychlý postup belgickými ligovými patry byl načas zastaven, v sezoně 2012/13 skončil na druhém místě druhé ligy zaručujícím postupové play-off, v něm ale neuspěl.
To se zdařilo až v následující sezoně 2013/14, kdy klub postoupil ze 4. místa druhé ligy do belgické nejvyšší soutěže Jupiler Pro League (účast si vybojoval v postupovém play-off). Po pěti letech se tak vrátila do Mouscronu první liga.
V červenci 2016 se přejmenoval na Royal Excel Mouscron.

## Úspěchy
- postup do Jupiler Pro League (belgická 1. liga) – 2013/14[3][4]